# Poor man's Moody Blues
Poor man's Moody Blues is een lied geschreven door John Lees voor het album Gone to earth van Barclay James Harvest (BJH).
BJH werd vaak vergeleken met de Moody Blues, voornamelijk omdat ze beide visten in de vijver van de symfonische rock al dan niet met inschakeling van een symfonieorkest. Ook het veelvuldig gebruik van de mellotron was iets dat ze samen bond. Dit escaleerde midden jaren zeventig toen een muziekrecensent BJH omschreef als de "mindere versie van de Moody Blues" en ook de fans als zodanig daarop aansprak. Dat schoot Lees in het verkeerde keelgat. Hij nam het Moody-Bluesnummer en wereldhit  Nights in White Satin, nam daaruit de ritmische basis en zette er een nieuwe melodielijn boven compleet met de vocale uithalen uit Nights. Lees zou het grotendeels op één avond in elkaar gezet hebben, maar zei achteraf dat als je op de basis van Poor man’s de melodie van Nights (en omgekeerd) wil zingen dat niet lukt.
In tijden dat gitarist Lees en basgitarist Les Holroyd vanwege muzikale meningsverschillen aparte wegen waren ingeslagen, zei Holroyd dat ze dit nooit had moeten uitbrengen. Hij deed dat nadat hij Justin Hayward, componist van Nights had gesproken; die was niet blij met Poor man's Moody Blues. Holroyd was trouwens weinig standvastig, want even later nam hij het op in zijn setlist van zijn concerten (Barclay James Harvest featuring Les Holroyd, tegenover Barclay James Harvest through the eyes of John Lees).